# Pogorzelica (gemeente Rewal)
Pogorzelica is een dorp in de Poolse woiwodschap West-Pommeren. De plaats maakt deel uit van de gemeente Rewal en telt 120 inwoners.